# Ganjari
Ganjari (en népalais : गजरी) est un comité de développement villageois du Népal situé dans le district de Doti. Au recensement de 2011, il comptait 2 390 habitants.